# Tetuán (distrito)
Tetuán é um distrito da cidade espanhola de Madrid.

## Bairros
Este distrito está dividido em seis bairros:
- Almenara
- Bellas Vistas
- Berruguete
- Castillejos
- Cuatro Caminos
- Valdeacederas